# Ashlynn Yennie
Ashlynn Yennie, née le 15 mai 1985 à Riverton dans le Wyoming, aux (États-Unis), est une actrice américaine.
Elle est principalement connue pour son rôle de Jenny dans le film d’horreur néerlandais The Human Centipede (First Sequence) en 2009. Elle apparaît également dans sa suite, The Human Centipede II (Full Sequence) en 2011, où elle joue cette fois son propre rôle.

## Filmographie

### Cinéma
- 2008 : Absent Father : Raven
- 2009 : The Human Centipede (First Sequence) : Jenny
- 2011 : The Human Centipede 2 (Full Sequence) : Miss Yennie
- 2012 : American Maniacs : Starlene Arbuckle
- 2013 : Fractured : Brandy
- 2013 : The Wretched Prologue (court-métrage) : Claudia Valerius
- 2014 : The Newest Testament (court-métrage) : Rachel
- 2014 : No Witnesses (court-métrage) : Nicole
- 2014 : The Scribbler : Emily
- 2014 : The Divorce Party : Leena
- 2014 : Market Hours (court-métrage) : Starlet
- 2014 : He'll Go to Juilliard (court-métrage) : Lilly
- 2014 : Last Night (court-métrage) : Penny
- 2015 : L.A. Slasher : Scream Queen
- 2016 : Fear, Inc. (en) : Trisha Harrison
- 2016 : The Ghost and the Wall : Anne
- 2018 : American Kamasutra : Ashley

### Télévision

#### Séries télévisées
- 2014 : Undateable (saison 1, épisode 1) : Jane
- 2015 : Jesus & Me : Nicole
- 2015 : Perception (1 épisode) : Lindsey
- 2015 : NCIS : Enquêtes spéciales (saison 13, épisode 11) : La fille
- 2016 : Submission (6 épisodes) : Ashley

#### Téléfilms
- 2009 : Evan and Gareth Are Trying to Get Laid de John Fortenberry : Thai Kissing Girl
- 2018 : Une voisine tentatrice (The Wrong Neighbor) de Sam Irvin : Jamie
- 2018 : Une intruse dans ma famille (Buried Secrets) de Devon Downs et Kenny Gage : Jordyn
- 2019 : La jalousie dans la peau (The Wrong Mommy) de David DeCoteau : Phoebe
- 2020 : La reine du lycée veut ma peau (Killer Cheerleader) de Tom Shell : Cassandra Tuxford
- 2021 : L'homme qui m'a sauvé la vie (Burning Lies) de John Murlowski : Gwen
- 2021 : Deadly Due Date de Jeff Hare : Rachel O'Donnell